# Большов, Дмитрий Григорьевич
Дмитрий Григорьевич Большов (24 февраля 1925, Дубровно, Оршанский округ — 1974, Москва) — советский журналист. Кандидат философских наук.

## Биография
Родился в 1925 году в Белоруссии. Учился в Саратовском университете. 18-летним студентом ушёл на фронт Великой Отечественной войны. В действующей армии был рядовым артиллеристом, затем командиром артиллерийского взвода. После войны избирался секретарём Витебского областного комитета комсомола, секретарём ЦК ЛКСМ Белоруссии.
В 1953 году стал членом редколлегии журнала «Молодой коммунист». В 1961 году окончил Академию общественных наук при ЦК КПСС, защитив диссертацию на соискание учёной степени кандидата философских наук. В 1961—68 гг. — главный редактор газеты «Советская культура» (ныне «Культура»).
В 1968—70 гг. — заместитель главного директора Центрального телевидения и директор творческого объединения «Экран». В 1970—72 гг. — первый заместитель главного редактора журнал «Новый мир», в 1972—74 гг. — заместитель главного редактора журнала «Огонёк».
Скоропостижно скончался в январе 1974 года в городе Москве.

## Изданные книги
- Большов Д. Г. «Демократический социализм» в плену буржуазной идеологии [Текст] / Д. Г. Большов. — М.: Знание, 1961. — 47 с.; 22 см. — (Всесоюзное общество по распространению политических и научных знаний. Серия 2. Философия; 6). — Библиогр.: с. 45-47. — 38000 экз.
- Большов Д. Г. Кризис реформистских иллюзий «демократического социализма» [Текст]: научное издание / Д. Г. Большов, В. В. Мидцев, Л. А. Яковлева; [под общ. ред. И. А. Хлябича]; Акад. обществ. наук при ЦК КПСС, Каф. философии. — Москва: Издательство ВПШ и АОН при ЦК КПСС, 1961. — 461 с.